# Macrolepiota excoriata
Macrolepiota excoriata (Fr.) Schaeff., nota anche come "bubbola buona" o "bubbola di prato", è una "mazza di tamburo" abbastanza simile alla Macrolepiota procera, anche se si differenzia da quest'ultima per le dimensioni ridotte, il gambo bianco e la decorazione del cappello a raggiera.

## Descrizione della specie
Cappello 
4–7 cm di diametro, emisferico e poi disteso; cuticola variabile tra il bianco crema e il bruno, a maturità si ritrae evidenziando il bianco lucido sottostante.
 Lamelle 
Fitte, alte, distanti dal gambo; bianche e poi crema.
 Gambo 
4–9 cm x 0,5-1,5 cm. Cilindrico, attenuato in alto, bulboso alla base. Anello semplice, mobile, verso la metà del gambo o sopra. Senza segni particolari, presto vuoto.
 Carne 
Biancastra o bianca, immutabile, quella del cappello. Fibrosa e coriacea quella del gambo.
- Odore: tenue, gradevole di fungo.
- Sapore: nocciola, ricorda quello della Macrolepiota procera.

 Spore 

## Habitat
Cresce in autunno, a gruppi nei prati e nelle radure dei boschi, lungo i sentieri. La predisposizione per i prati e gli spazi aperti è tipica di questa specie e la contraddistingue dalle altre Macrolepiota.

## Commestibilità
Ottima. Si utilizza solo il cappello: i gambi sono troppo duri ma commestibili. Da cruda è tossica.

## Specie simili
- Chlorophyllum rhacodes
- Macrolepiota procera, mazza di tamburo

## Sinonimi e binomi obsoleti
- Leucogaricus excoriata (Scheaff.); Kumm.
- Lepiota excoriata (Fr.) P. Kumm.,
- Leucocoprinus excoriatus (Fr.) Schaeff., Pat.